# Charleville-Mézières

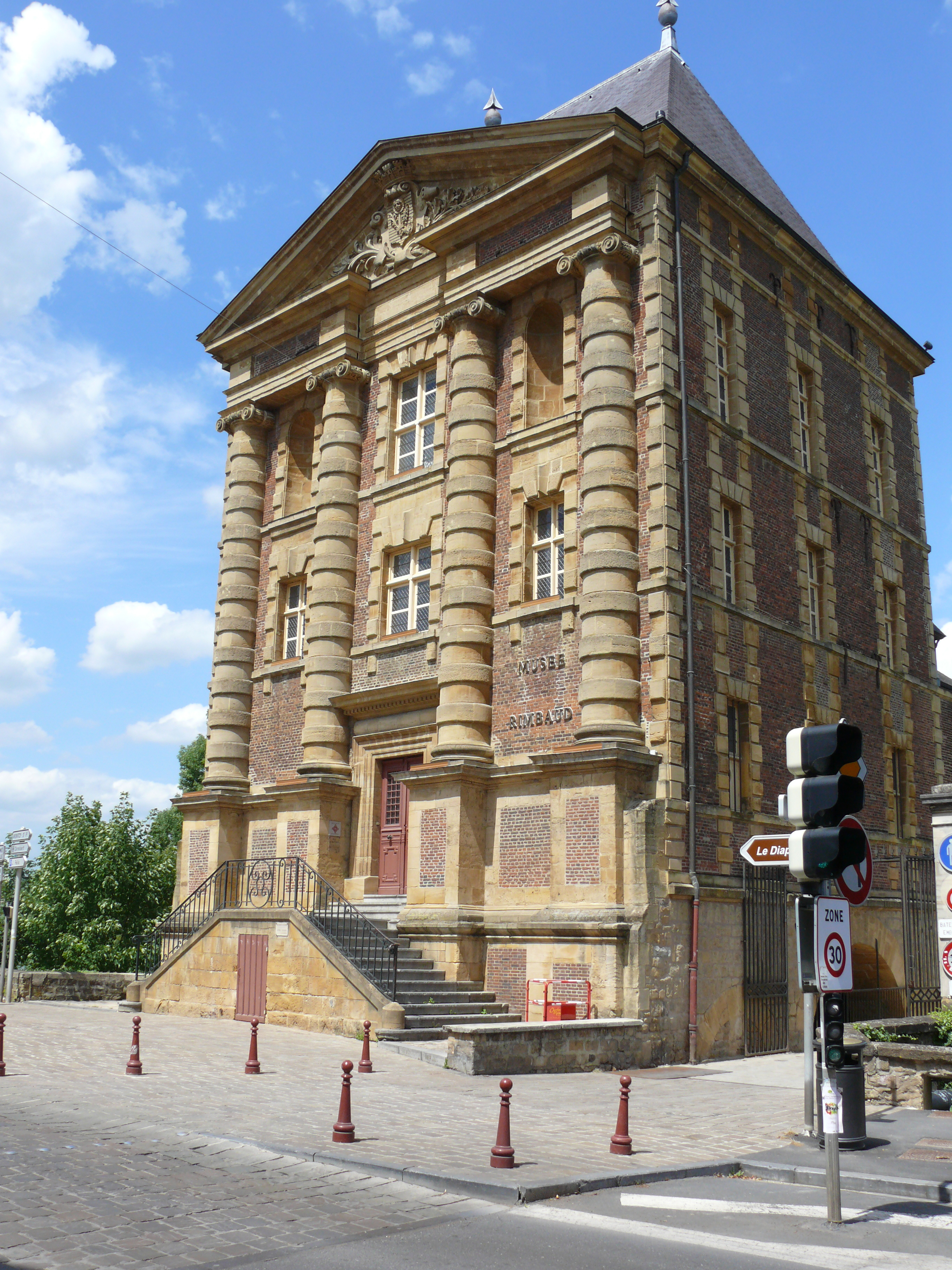
Vieux Moulin, Rimbaud emlékmúzeuma

Charleville-Mézières város Franciaország északi részén, Grand Est régióban, Ardennes megye székhelye. Két közigazgatásilag egyesített város a Meuse két partján, ott, ahol a folyó megkezdi kanyargós útját az Ardennek hegyvonulatán keresztül. Franciaország kulturális és történelmi városa címet viseli.

## Története
Az ikerváros két része közül Charleville a régebbi, helyén a 9. században alakult ki Arches városka, ahol Kopasz Károlynak is volt egy kis palotája. A 16. század legvégén az olaszországi gonzaga-házból származó herceg, Gonzaga Lajos birtokába került. Károly herceg fejlesztette várossá Arche települését és saját magáról nevezte el azt Charleville-nek. Ez a felvirágzás rövid ideig tartott, de tartós emlékeket hagyott a városban, és megerősítette szerepét az Ardennek vidékének fővárosaként.
Méziéres valamivel később, kis faluként született meg a túlparton, s katonai erőddé alakult. Bayard, a félelem és gáncs nélküli lovag, VII. Károly francia király hadvezére sikeresen védte meg a német császári haderők ellen 1521-ben. A vár, amelyet XIV. Lajos francia király uralkodása idején Sébastien Le Prestre de Vauban erődített meg, 1815-ben másfél hónapon át tartotta fel a porosz haderő előrenyomulását. Védői 1870-ben is hősiesen ellenálltak a német támadásnak. Az első világháborúban viszont a német vezérkar itt rendezte be főhadiszállását, ahová II. Vilmos német császár is többször ellátogatott.
|  |  |

## Demográfia
| Év   | Lakosság |
| ---- | -------- |
| 1793 | 7 240    |
| 1800 | 7 724    |
| 1806 | 8 430    |
| 1821 | 8 320    |
| 1831 | 7 773    |
| 1836 | 8 868    |
| 1841 | 9 875    |
| 1846 | 9 353    |

| Év   | Lakosság |
| ---- | -------- |
| 1851 | 9 162    |
| 1866 | 11 244   |
| 1872 | 12 676   |
| 1876 | 13 759   |
| 1881 | 16 185   |
| 1886 | 16 906   |
| 1891 | 17 390   |
| 1896 | 17 805   |

| Év   | Lakosság |
| ---- | -------- |
| 1901 | 18 772   |
| 1906 | 20 702   |
| 1911 | 22 654   |
| 1921 | 21 689   |
| 1926 | 22 634   |
| 1931 | 22 708   |
| 1936 | 22 557   |
| 1946 | 20 193   |

| Év   | Lakosság |
| ---- | -------- |
| 1954 | 22 536   |
| 1962 | 24 668   |
| 1968 | 55 543   |
| 1975 | 60 176   |
| 1982 | 58 667   |
| 1990 | 57 008   |
| 1999 | 55 490   |
| 2006 | 51 997   |

## Látnivalók

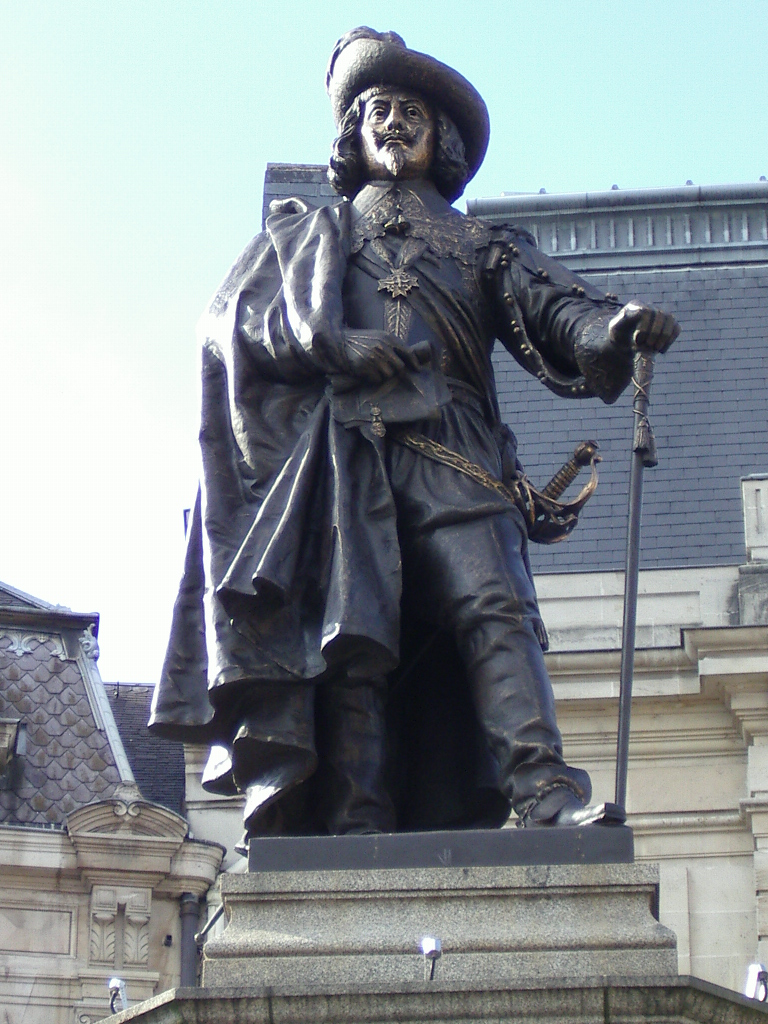
Gonzaga Károly szobra

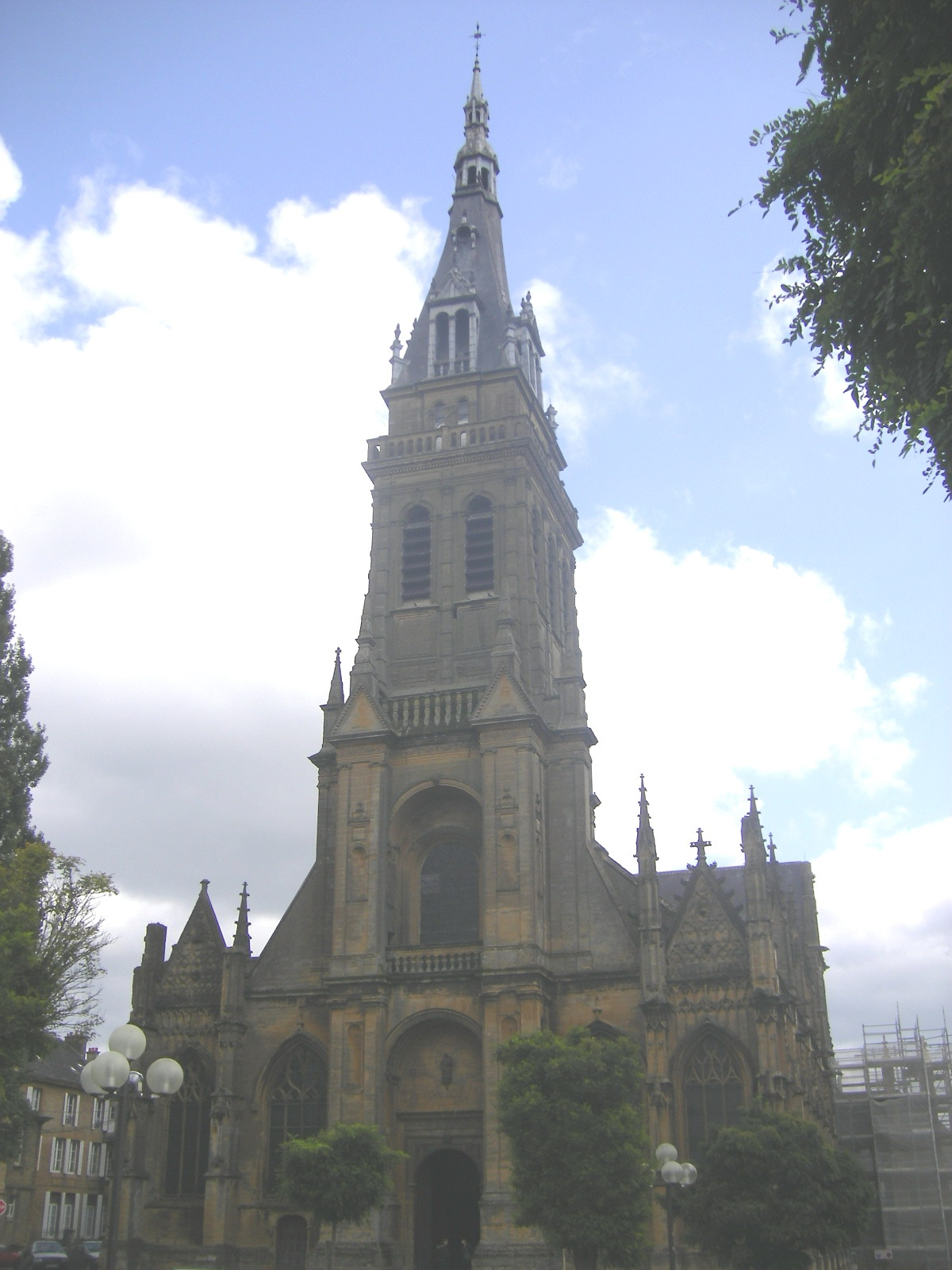
Basilique Notre-Dame d'Espérance

- Place Ducal – Charleville központja, Gonzaga Károly a kor kiváló építészeivel alakíttatta ki a város mértani pontosságú négyzethálós rendszerét. Ennek középpontja a téglalap alakú tér, amely kísértetiesen hasonlít a párizsi place des Vosges-ra, a tér tervezője Clément Métezeau volt, akinek testvéröccse volt a Vosges tervezője. A 126×90 méteres tér három oldalát egyforma, árkádos, kőszegélyes vörös téglás házak szegélyezik. A negyedik oldalon elbontott épületek helyére a 19. században építették fel a nem túlzottan szép városházát. A tér közepén múlt századi szökőkútból emelkedik ki a névadó, Gonzaga Károly szobra.
- Vieux Moulin – a Meuse partján áll a régi malom, de sokkal inkább kis palotára hasonlít klasszicista oszlopos homlokzatával. Oldalról jól látni a kereket forgató víznek készült csatornát. A 17. században készült, s azért lett ilyen díszes, hogy összhangban legyen a város déli kapujával. Az épület Arthur Rimbaud emlékmúzeuma. A 19. végének nagy francia költője ebben a városban született, itt írta meg egyik legismertebb költeményét, A részeg hajót.
- Tour de Roi – a torony valamint néhány kisebb falmaradvány őrzi az emlékét Méziéres egykori várának, melynek jelentős szerepe volt Párizs védelmében.
- Basilique Notre-Dame d’Espérance – gótikus stílusban épült, ebben a sokszor átalakított templomban tartották meg 1570-ben IX. Károly és Ausztriai Erzsébet főhercegnő esküvőjét.

## Híres személyek
- Charleville-ben született Jean Nicolas Arthur Rimbaud (1854– Marseille, 1891. november 10.) francia szimbolista költő.

## Testvérvárosok
- - Nevers
- - Mantova
- - Dülmen
- - Euskirchen
- - Nordhausen
- - Iida
- - Harar